# سهراب وثوقی
سهراب وثوقی (زاده ۵ تیر ۱۳۳۵، تهران) یک تاجر کارآفرین ایرانی ساکن آمریکا، طراح محصول و بنیان‌گذار شرکت «زیبا دیزاین»، مشاور طراحی و نوآوری مستقر در پورتلند، آرگن است. او در سال ۱۹۹۲ کارآفرین تجارت سال نامیده شد.

## اوایل زندگی
سهراب وثوقی در تهران، ایران در سال ۱۹۵۶ به دنیا آمد، او در سال ۱۹۷۱ به ایالات متحده نقل مکان کرد. پس از مطالعه مهندسی مکانیک به مدت سه سال، او به طراحی صنعتی تغییر رشته داد. او در سال ۱۹۷۹ از دانشگاه ایالتی سن خوزه از طراحی صنعتی فارغ‌التحصیل شد.

## حرفه
وثوقی در سال ۱۹۸۲ به شرکت هیولت پاکارد پیوست، او شروع به مشاوره مستقل برای شرکت‌های راه‌اندازی شده در پورتلند، اورگان در سال ۱۹۸۴
کرد، و یک شرکت توسعه محصول به نام «زیبا دیزاین» راه‌اندازی کرد.